# Troque (mollusque)
Pour les articles homonymes, voir Troque.
Taxons concernés
Les espèces du genre
- Trochus

Plusieurs espèces des genres
- Gibbula
- Calliostomamodifier

Une Troque est un gastéropode de la famille des Trochidae, caractérisé par sa coquille conique à base plate. Certaines espèces sont comestibles, les plus grandes sont exploitées pour leur nacre. Ce terme dérive du nom du genre Trochus.